# Vasco Lopes
Vasco Rafael Fortes Lopes  (ur. 2 września 1999 w Moicie) – kabowerdeński piłkarz występujący na pozycji napastnika w polskim klubie Radomiak Radom.

## Kariera klubowa
Lopes urodził się i wychował w Portugalii. Grę w piłkę nożną rozpoczął w wieku 7 lat w amatorskim klubie GD Fabril z Barreiro. Następnie szkolił się w akademiach kolejno: SL Benfica, FC Metz (Francja) i Sporting CP.
Latem 2018 roku został zawodnikiem GD Gafanha (Campeonato de Portugal). 7 października 2018 rozegrał pierwszy mecz na poziomie seniorskim przeciwko SC Coimbrões, wygrany 2:1. W sezonie 2018/19 zaliczył 18 ligowych spotkań, w których zdobył 2 bramki i spadł ze swoim klubem do Campeonato SABSEG. Po relegacji GD Gafanha kontynuował karierę w innych zespołach z Campeonato de Portugal: FC Vizela, SC Mirandela oraz UD Santarém.
W czerwcu 2021 Lopes podpisał trzyletni kontrakt z SC Farense trenowanym przez Jorge Costę. W jego umowie zawarto klauzulę wykupu w kwocie 10 mln euro. Po przyjściu do zespołu rozpoczął regularne występy w Liga Portugal 2. Jesienią 2022 roku zaczął pełnić rolę rezerwowego, przegrywając rywalizację na prawym skrzydle z Cristianem Ponde. W grudniu tego samego roku trener Vasco Faísca zezwolił mu na poszukiwanie nowego pracodawcy.
3 stycznia 2023 Lopes został oficjalnie piłkarzem cypryjskiego klubu Akritas Chlorakas, prowadzonego przez Bruno Akrapovicia. 12 marca 2023 zadebiutował w Protathlima A’ Kategorias w przegranym 1:4 spotkaniu z Nea Salamina Famagusta. Rozpoczął mecz w podstawowym składzie i został zmieniony w 60. minucie przez Javiera Eraso. Łącznie zaliczył w lidze 22 występów i strzelił 3 gole. Po sezonie 2022/23 jego zespół spadł do Protathlima B’ Kategorias, a on sam odszedł z klubu.
Na początku lipca 2023 roku Lopes został piłkarzem nowo powstałego AVS Futebol SAD (Liga Portugal 2), gdzie ponownie współpracował z Jorge’em Costą. W połowie marca 2024 roku podczas treningu doznał naderwania ścięgna Achillesa i musiał przejść zabieg chirurgiczny. Podczas jego półrocznej rekonwalescencji jego klub awansował do Primeira Ligi po pokonaniu Portimonense SC w play-off (4:2 w dwumeczu). 14 września 2024 Lopes zadebiutował w portugalskiej ekstraklasie w wygranym 1:0 spotkaniu z Rio Ave FC. Pojawił się on wówczas na boisku w 70. minucie i 2 minuty później zdobył przewrotką bramkę. Na zakończenie sezonu 2024/25 wystąpił z AVS Futebol SAD w play-off o utrzymanie w lidze, w którym jego zespół pokonał w dwumeczu 5:2 FC Vizela.
22 czerwca 2025 Lopes podpisał trzyletni kontrakt z polskim klubem Radomiak Radom. 20 lipca 2025 zadebiutował w Ekstraklasie w wygranym 5:1 meczu z Pogonią Szczecin.

## Kariera reprezentacyjna
W marcu 2021 roku Lopes otrzymał od Pedro  „Bubisty” Brito pierwsze powołanie do reprezentacji Republiki Zielonego Przylądka na mecze z Kamerunem i Mozambikiem w kwalifikacjach Pucharu Narodów Afryki 2021. Zadebiutował 26 marca w spotkaniu z Kamerunem w Prai, wygranym 3:1, w którym wszedł na boisko w 90. minucie za Ryana Mendesa.

## Statystyki kariery

### Klubowe
Aktualne na dzień 20 lipca 2025
| Klub              | Sezon             | Liga                      | Liga  | Liga | Puchar kraju | Puchar kraju | Puchar ligi | Puchar ligi | Kontynentalne | Kontynentalne | Inne  | Inne | Razem | Razem |
| Klub              | Sezon             | Liga                      | Mecze | Gole | Mecze        | Gole         | Mecze       | Gole        | Mecze         | Gole          | Mecze | Gole | Mecze | Gole  |
| ----------------- | ----------------- | ------------------------- | ----- | ---- | ------------ | ------------ | ----------- | ----------- | ------------- | ------------- | ----- | ---- | ----- | ----- |
| GD Gafanha        | 2018/2019         | Campeonato de Portugal    | 17    | 2    | 1            | 0            | —           | —           | —             | —             | —     | —    | 18    | 2     |
| FC Vizela         | 2019/2020         | Campeonato de Portugal    | 2     | 0    | 0            | 0            | —           | —           | —             | —             | —     | —    | 2     | 0     |
| SC Mirandela      | 2019/2020         | Campeonato de Portugal    | 7     | 1    | —            | —            | —           | —           | —             | —             | —     | —    | 7     | 1     |
| UD Santarém       | 2020/2021         | Campeonato de Portugal    | 24    | 9    | 2            | 0            | —           | —           | —             | —             | —     | —    | 26    | 9     |
| SC Farense        | 2021/2022         | Liga Portugal 2           | 25    | 1    | 2            | 0            | 2           | 0           | —             | —             | —     | —    | 29    | 1     |
| SC Farense        | 2022/2023         | Liga Portugal 2           | 7     | 0    | 2            | 0            | 0           | 0           | —             | —             | —     | —    | 9     | 0     |
| SC Farense        | Ogółem            | Ogółem                    | 32    | 1    | 4            | 0            | 2           | 0           | 0             | 0             | 0     | 0    | 38    | 1     |
| Akritas Chlorakas | 2022/2023         | Protathlima A’ Kategorias | 22    | 3    | 1            | 0            | —           | —           | —             | —             | —     | —    | 23    | 3     |
| AVS Futebol SAD   | 2023/2024         | Liga Portugal 2           | 24    | 3    | 2            | 0            | 2           | 0           | —             | —             | 0     | 0    | 28    | 3     |
| AVS Futebol SAD   | 2024/2025         | Primeira Liga             | 24    | 2    | 2            | 0            | —           | —           | —             | —             | 2     | 0    | 28    | 2     |
| AVS Futebol SAD   | Ogółem            | Ogółem                    | 48    | 5    | 4            | 0            | 2           | 0           | 0             | 0             | 2     | 0    | 56    | 5     |
| Radomiak Radom    | 2025/2026         | Ekstraklasa               | 1     | 0    | 0            | 0            | —           | —           | —             | —             | —     | —    | 1     | 0     |
| Ogółem w karierze | Ogółem w karierze | Ogółem w karierze         | 153   | 21   | 12           | 0            | 4           | 0           | 0             | 0             | 2     | 0    | 171   | 21    |

### Reprezentacyjne
Aktualne na dzień 20 lipca 2025
| Reprezentacja                 | Rok    | Mecze | Gole |
| ----------------------------- | ------ | ----- | ---- |
| Republika Zielonego Przylądka | 2021   | 2     | 0    |
| Republika Zielonego Przylądka | 2022   | 2     | 0    |
| Ogółem                        | Ogółem | 4     | 0    |